# Alfonso Artabe
Alfonso Artabe Meca (Palma di Maiorca, 18 agosto 1988) è un calciatore spagnolo, difensore del Llosetense.

## Carriera
Il 13 luglio 2021 viene acquistato a titolo definitivo dalla squadra slovacca dello Zemplín Michalovce.

## Statistiche

### Presenze e reti nei club
Statistiche aggiornate al 17 luglio 2022.
| Stagione               | Squadra                | Campionato             | Campionato | Campionato | Coppe nazionali | Coppe nazionali | Coppe nazionali | Coppe continentali | Coppe continentali | Coppe continentali | Altre coppe | Altre coppe | Altre coppe | Totale | Totale |
| Stagione               | Squadra                | Comp                   | Pres       | Reti       | Comp            | Pres            | Reti            | Comp               | Pres               | Reti               | Comp        | Pres        | Reti        | Pres   | Reti   |
| ---------------------- | ---------------------- | ---------------------- | ---------- | ---------- | --------------- | --------------- | --------------- | ------------------ | ------------------ | ------------------ | ----------- | ----------- | ----------- | ------ | ------ |
| 2009-2010              | Real Oviedo            | SDB                    | 6          | 0          | CR              | -               | -               |                    | -                  | -                  |             | -           | -           | 6      | 0      |
| 2010-2011              | Real Oviedo            | SDB                    | 1          | 0          | CR              | 0               | 0               |                    | -                  | -                  |             | -           | -           | 1      | 0      |
| Totale Real Oviedo     | Totale Real Oviedo     | Totale Real Oviedo     | 7          | 0          |                 | 0               | 0               |                    | -                  | -                  |             | -           | -           | 7      | 0      |
| 2011-2012              | Manacor                | SDB                    | 31         | 4          | CR              | 0               | 0               |                    | -                  | -                  |             | -           | -           | 31     | 4      |
| 2012-2013              | Llagostera             | SDB                    | 27         | 3          | CR              | 4               | 0               |                    | -                  | -                  |             | -           | -           | 31     | 3      |
| 2013-2014              | Prat                   | SDB                    | 28         | 0          |                 | -               | -               |                    | -                  | -                  |             | -           | -           | 28     | 0      |
| 2014-2015              | Atlético Baleares      | SDB                    | 27         | 2          | CR              | 0               | 0               |                    | -                  | -                  |             | -           | -           | 27     | 2      |
| 2015-feb. 2016         | Sint-Truiden           | D1                     | 8          | 0          | CB              | 1               | 0               |                    | -                  | -                  |             | -           | -           | 9      | 0      |
| 2016-2017              | Ermīs Aradippou        | A                      | 24+9       | 1+1        | CC              | 0               | 0               |                    | -                  | -                  |             | -           | -           | 33     | 2      |
| gen.-giu. 2018         | Ermīs Aradippou        | A                      | 6+8        | 2+3        | CC              | 1               | 0               |                    | -                  | -                  |             | -           | -           | 15     | 5      |
| lug.-ago. 2018         | Voluntari              | L1                     | 4          | 0          | CR              | -               | -               |                    | -                  | -                  |             | -           | -           | 4      | 0      |
| gen.-giu. 2019         | Doxa Katōkopias        | A                      | 3+3        | 1+0        | CC              | 0               | 0               |                    | -                  | -                  |             | -           | -           | 6      | 1      |
| 2019-2020              | Doxa Katōkopias        | A                      | 2          | 0          | CC              | 0               | 0               |                    | -                  | -                  |             | -           | -           | 2      | 0      |
| Totale Doxa Katōkopias | Totale Doxa Katōkopias | Totale Doxa Katōkopias | 5+3        | 1+0        |                 | 0               | 0               |                    | -                  | -                  |             | -           | -           | 8      | 1      |
| 2020-2021              | Covadonga              | SDB                    | 15+6       | 1+0        |                 | -               | -               |                    | -                  | -                  |             | -           | -           | 21     | 1      |
| 2021-2022              | Zemplín Michalovce     | SL                     | 16+6       | 1+0        | CS              | 0               | 0               |                    | -                  | -                  |             | -           | -           | 22     | 1      |
| Totale carriera        | Totale carriera        | Totale carriera        | 230        | 19         |                 | 6               | 0               |                    | -                  | -                  |             | -           | -           | 236    | 19     |